# Selecció d'hoquei sobre patins masculina de França

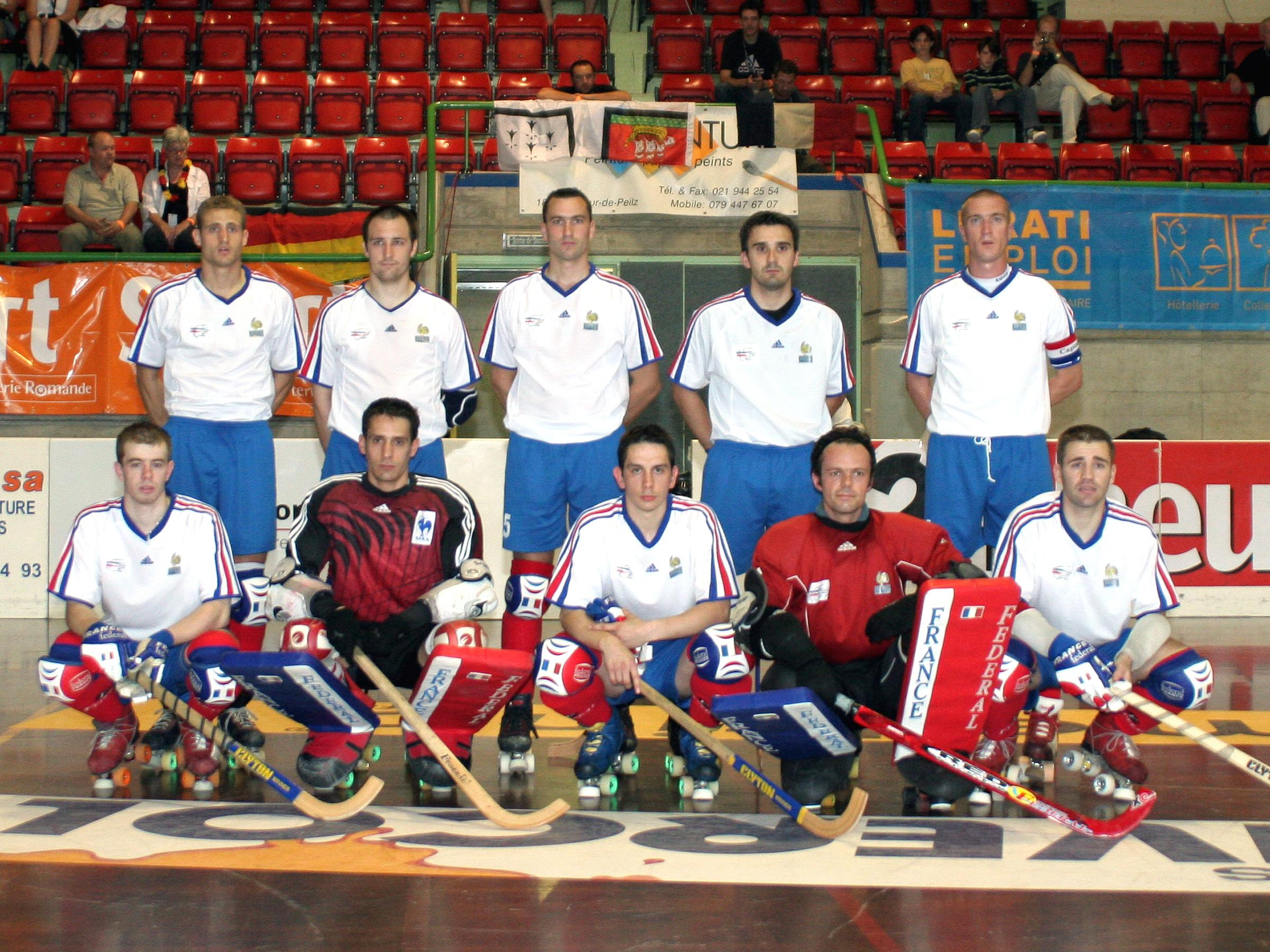
Selecció de França al Mundial 2007

La selecció d'hoquei sobre patins masculina de França representa la Federació Francesa de Patinatge (FFRS) en competicions internacionals d'hoquei sobre patins. La Federació Francesa es va fundar l'any 1910.
Ha guanyat en dues ocasions el Campionat del Món "B".

## Palmarès
- 2 Campionats del món "B" : 1984 i 1994.

## Equip actual
Selecció a la Blanes Golden Cup 2010
| - Benoît Rainteau (p) - Florent David - Sébastien Lesca - Anthony Weber - Guilhem Lesca |  | - Olivier Lesca - Corentin Le Polodec - Rémi Lasnier - Omar Nedder - Olivier Gelebart (p) |  |  |

- Seleccionador: Fabien Savreux